# Italochrysa vartianorum
Italochrysa vartianorum är en insektsart som beskrevs av Hölzel 1967. Italochrysa vartianorum ingår i släktet Italochrysa och familjen guldögonsländor. Inga underarter finns listade i Catalogue of Life.